# Indi (film)
Indi (ros. Инди; ukr. Інді) – rosyjsko-ukraiński melodramat filmowy z 2007 roku, w reżyserii Ołeksandra Kirijenki.

## Obsada
| Aktor               | Rola                |
| ------------------- | ------------------- |
| Alona Babienko      | Arina               |
| Aleksandr Domogarow | Arsienij            |
| Aleksandr Bałujew   | Dukielski           |
| Polina Kutiepowa    | Liza                |
| Michaił Fiedorowski | Jegorka             |
| Ksenija Nikołajewa  | Tatjana             |
| Andrij Pawłenko     | Władimir            |
| Oksana Fiłonenko    | pielęgniarka        |
| Ołeksij Wertynski   | zbieracz autografów |
| Danyjił Barabola    | Maksim              |
| Olesia Własowa      | Anżeła              |
| Iwan Diudenko       | Jegor               |
| Weronika Cymbał     | Arisza              |
| i inni              |                     |

## Nagrody
| Rok ceremonii | Organizator | Nagroda   |
| ------------- | ----------- | --------- |
| 2007          | Kino-Jałta  | Nominacja |